# Ale (woreda)
Pour les articles homonymes, voir Ale.
Ale est un woreda de l'ouest de l'Éthiopie situé dans la zone Illubabor de la région Oromia. Son chef-lieu est Gore.
Situé dans le sud de la zone Illubabor, Ale s'étendait autrefois jusqu'aux zones Sheka et Keffa de la région des nations, nationalités et peuples du Sud. La création du woreda Didu le prive de la partie sud de son territoire avant 2007,.
|           | Metu Zuria |       |
| Huka Halu | Ale        | Bicho |
|           | Didu       |       |

Ale compte 64 266 habitants au recensement national de 2007 dont 14 % de citadins avec 9 048 habitants à Gore. Environ 37 % des habitants du woreda sont musulmans, 33 % sont orthodoxes et 29 % sont protestants.
En 2022, la population du woreda est estimée à 95 968 personnes avec une densité de population de 116 personnes par km2 et 830 km2 de superficie.